# Enkelsok (lied)
Enkelsok is een lied van de Nederlandse rapper Sevn Alias in samenwerking met Lil' Kleine. Het stond in 2019 als elfde track op het album Sirius van Sevn Alias. 

## Achtergrond
Enkelsok is geschreven door Bryan du Chatenier, Jorik Scholten en Sevaio Mook en geproduceerd door Trobi. Het is een nummer uit het genre nederhop. Het is een lied waarin de artiesten rapper over de vrouwen die achter hun aan zitten en over hun rijkdommen. Het is enkel een albumtrack en is niet als single uitgebracht.
Het is niet de eerste keer dat de twee artiesten samen een hit hebben. In 2017 scoorden ze de hit Patsergedrag samen met Boef.

## Hitnoteringen
De artiesten hadden bescheiden succes met het lied in de hitlijsten van Nederland. Het piekte op de 77e plaats van de Single Top 100 in de enige week dat het in deze hitlijst stond. De Top 40 werd niet bereikt; het lied bleef steken op de twintigste plaats van de Tipparade. 